# 伊利亞·葉夫拉什
伊利亞·奧萊霍維奇·葉夫拉什（羅馬化：Illia Olehovych Yevlash；1996年8月1日—），烏克蘭軍事人物、記者，軍銜少校，曾為霍爾蒂察作戰戰略部隊發言人，其自2024年3月18日開始擔任烏克蘭空軍發言人。

## 生平
葉夫拉什於1996年8月1日出生於切爾尼戈夫州科留基夫卡區梅納。2002年至2013年間，他在梅納的塔拉斯·舍甫琴科中學就讀。2013年至2017年間，他在基輔國立貿易經濟大學攻讀廣告與公共關係專業。
2015年至2017年間，葉夫拉什在烏克蘭國立國防大學學習政治學。2017年至2019年間，他在國立基輔莫希拉大學專攻新聞學。2019年至2020年間，他在Espresso TV擔任記者。

## 事蹟
自2020年起，葉夫拉什在烏克蘭武裝部隊服役。2021年至2024年間，他在烏克蘭陸軍司令部擔任公共關係部的高級官員。
2022年至2024年間，他負責基輔市防禦部隊的公共關係工作，並擔任霍爾蒂察作戰戰略部隊的新聞發言人。
2024年3月15日，他被任命為烏克蘭空軍司令部公共關係部門主任，接替尤里·伊格納特的發言人職位。

### 其他事蹟
在2022年2月俄羅斯入侵烏克蘭的最初幾天，葉夫拉什參與塑造「基輔幽靈」這一象徵性的民間復仇者與王牌飛行員形象。其積極參與製作紀錄片《基輔之戰》和《哈爾科夫之戰》。
他還參與由烏克蘭總統弗拉基米爾·澤連斯基倡議的「巴赫穆特堡壘」宣傳活動的開發和實施。
他也是「巴赫穆特輓歌：戰爭中的照片」項目的聯合發起人之一。

## 外部鏈結
- Інтерв`ю для NV 01.05.2024
- "Станція Краматорськ" - Ілля Євлаш, Укрінформ, 02.2024 （页面存档备份，存于）
- "Могилянське військо" - Ілля Євлаш 04.2023 [1]

1. ↑  ,   [2024-04-05] （乌克兰语）